# Diederik
Diederik (ook Diederick, Diderik of Dierick) is een voornaam voor jongens. Als vrouwelijke tegenhanger is de voornaam Diederika in gebruik. De naam "Diederik" heeft een Germaanse oorsprong en is samengesteld uit de stammen *þeudô (volk) en *rîk(i)a (heerser of machtig) en betekent zoveel als  "machtig onder het volk". Oudere versies zijn Thiederik en Theuderik.
De naam Dirk is van Diederik afgeleid. Verwante namen zijn het Gotische Theodorik, het (van oorsprong) Duitse Dietrich en Dittrich en het (van oorsprong) Franse Thierry.

## Bekende personen
- Diderik Wagenaar, Nederlands componist en muziektheoreticus
- Diederik van Assenede, klerk van de graven van Vlaanderen
- Diederik van Avesnes, heer van Avesnes
- Diederik Boer, Nederlands voetballer
- Dierick Bouts, Vlaams schilder
- Dierick Bouts de jongere, Vlaams schilder
- Diederik Durven, gouverneur-generaal van Nederlands-Indië
- Diederik van de Elzas, graaf van Artesië, Vlaanderen en Zeeland
- Diederik Fabius, gepensioneerd generaal-majoor van de Nederlandse Koninklijke Marechaussee
- Diederik van Hamaland, graaf van Hamaland
- Diederik van Heinsberg, graaf van Loon
- Diederik I, II, III, IV, V, VI, VII van Holland, graven van Holland
- Diederik II, III, IV, V, VI, VII, VIII, IX, X van Kleef, graven van Kleef
- Diederik Jekel, Nederlands wetenschapsjournalist en schrijver.
- Diederik Johannes Korteweg, Nederlandse wiskundige
- Diederik Kraaijpoel, kunstschilder en schrijver
- Diederik I van Lotharingen, hertog van Lotharingen en graaf van Bar
- Diederik II van Lotharingen, hertog van Opper-Lotharingen
- Diederik van Meißen, markgraaf van Meißen
- Diederik I, II van Montbéliard, graven van Bar en Verdun
- Diederik van Metz, bisschop van Metz
- Diederik Nomden, Nederlands musicus
- Diederik Samsom, Nederlands politicus
- Diederik Simon, Nederlands roeier
- Diederik Smit, Nederlands cabaretier, schrijver en columnist
- Diederik Sonoy, geuzenaanvoerder
- Diederik Stapel, wetenschappelijke fraudeur
- Diederik van Vleuten, Nederlands musicus en cabaretier
- Diederik van Weel, Nederlandse hockeyer
- Theuderik I, II, III, IV, Frankische koningen

## Overige
- Een lied van het Cocktail Trio draagt de naam "Diederick".